# Boikot
Boikot est un groupe de punk espagnol, originaire de Madrid, engagé politiquement à gauche.

## Biographie

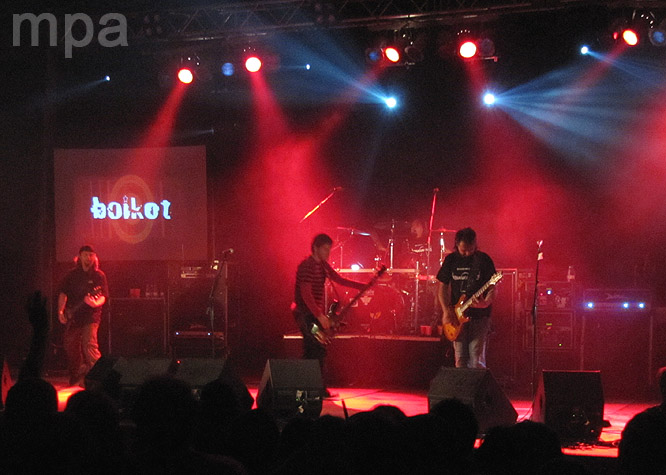
Boikot au festival Castañazo Rock en 2010.

Le groupe débute en 1987 en jouant dans des bars, des fêtes et autres scènes improvisées. Après quelques changements dans la composition du groupe, ils enregistrent deux albums sur le label Barrabás, Los Ojos de la calle en 1990, puis ...Con perdón de los payasos en 1992. Ils se font ensuite connaitre en jouant à différentes occasions à Madrid jusqu'en 1995, année durant laquelle ils se séparent de Barrabás et décident de monter leur propre label, nommé BKT. 
Ils sortent deux albums Cría cuervos en 1995 et Tu condena en 1996, et jouent dans des festivals rock aussi divers que Festimad ou Metaliko Rock. Ensuite, entre 1997 et 1999, le groupe créé la trilogie nommée La Ruta del ché, composée de trois albums reprennant des classiques populaires tels que Hasta siempre de Carlos Puebla, et des enregistrements réalisés lors de leur tournée sud-américaine dans des pays tels que Cuba, le Mexique et l'Argentine. La Ruta del ché incorpore un nombre croissant d'instruments et rythmes d'Amérique latine.
Au terme de la Ruta del ché, le groupe sort, en 2000, un album intitulé Historias directas de Boikot. Cet album comprend également un livret et une vidéo de la tournée. Deux albums sortent ensuite De espaldas al mundo et Tus problemas crecen respectivement en 2002 et 2004. Tus problemas crecen qui comprend les chansons Bajo el suelo contre la violence conjugale et Stop censura. En 2007, le groupe se produit dans de nombreux festivals en Colombie, Allemagne, Italie et également en Turquie au Barışarock, un festival organisé en août à Istanbul dont la devise est « Pour la paix, le rock et la convergence des cultures ». Toujours en 2007, le groupe participe également à la tournée Not One Step Back avec les groupes Reincidentes, Porretas et Sonora. Fin 2007, le groupe se déplace à Mostar, en Bosnie, afin d'y enregistrer son onzième album, au Pavarotti Music Centrer. Ce onzième album s'intitule Amaneció et sort en avril 2008, sur le label Realidad Musical. L'album atteint la 52e place des classements espagnols. En février 2009, Boikot effectue sa première tournée au Japon, avec un total de cinq concerts.
En 2012 sort leur nouvel album Lágrimas de Rabia, qui se classe 36e des classements espagnols. Il est suivi deux ans plus tard, en 2014, par l'album Boikotea!!!, qui est classé 81e des classements espagnols.

## Style musical et Influences
Le style musical de Boikot est un mélange de ska, punk, punk hardcore et de rock. Des groupes et artistes tels que Ramones, The Clash, Leño, La Polla Records, Kortatu, Negu Gorriak, Pearl Jam, Nirvana, Banda Bassotti, Bad Religion, NOFX, Goran Bregović et Emir Kusturica les ont influencés. On retrouve également dans leur musique des instruments et rythmes sud-américains, ainsi que dernièrement, des instruments originaires des Balkans.

## Membres

### Membres actuels
- Alberto Pla - guitare rythmique, chant
- « Kosta » Vázquez - guitare solo, chant
- Juankar - basse, chant
- J.C. « Grass » Zapata - batterie
- Alberto « Txikitin » Iriondo - trompette

### Anciens membres
- Xavi Guetaria - batterie (1987-1993)
- Juan Carlos « Ronco » - chant (1987-1995)
- Pedro Tirado - guitare (1987-1991)
- Kake Lago - guitare

## Discographie
- 1990 : Los ojos de la calle
- 1992 : ...Con perdón de los payasos
- 1995 : Cría cuervos
- 1996 : Tu condena
- 1997 : Ruta del Ché - No mirar
- 1998 : Ruta del Ché - No escuchar
- 1999 : Ruta del Ché - No callar
- 2000 : Historias directas de Boikot
- 2002 : De espaldas al mundo
- 2004 : Tus problemas crecen
- 2008 : Amaneció
- 2008 : Ni un paso atrás (en directo) (avec Reincidentes, Porretas et Sonora)
- 2012 : Lágrimas de rabia
- 2014 : Boikotea!!!